# 鎮守府 (古代)
鎮守府（ちんじゅふ）は、陸奥国に置かれた古代日本における軍政を司る役所である。その長官である将軍の名が天平元年（729年）に初めて見えることから、奈良時代前半には鎮守府相当の機関が東国のいずれかの地に設置されたものと推測される。長である鎮守将軍の職位は五位から四位相当である。
一般的に、鎮守府の前身は『続日本紀』に見える「鎮所」（ちんじょ）であり、陸奥国府があったとされる多賀城付近に併設されていたものと推測されている。そして延暦21年（802年）に坂上田村麻呂が胆沢城を築城し、この時に鎮守府は胆沢城に移されたと言われている。

## 鎮兵
鎮守府には鎮兵と呼ばれる固有の兵力が配備されており、陸奥国および出羽国の軍団の兵士と共に城柵の警備に当たっていた。蝦夷と対置する陸奥国には他の国とは比較にならないほどの軍団（最大で7個）が設置され、他の多くの国で軍団が廃止された後もむしろ増強が続けられたが、軍団兵士は各国内の農民より動員するために負担が大きすぎ、またそれでも不足することから別個の兵で補完が必要であったと考えられている。軍団兵士は6番程度に分けて交代で勤務するため、例えば兵士が6000名いても常置できるのは1000名に過ぎないが、鎮兵の場合は交代は基本的にないために例えば3000名いれば3000名全てが常置できる事になる。
鎮兵は東国の軍団兵士からの出向であり、防人と出自を同じくしていたが、東国の負担が大きすぎることなどから、次第に地元の陸奥国および出羽国より鎮兵を集めることになり、軍団兵士との差が曖昧になって形骸化していく。
鎮兵の名がはっきりと記録に残るのは天平9年（737年）であるが、それ以前の記録にも「鎮守軍卒」「鎮兵人」という似たような記述があり、鎮兵制の発足は神亀元年（724年）頃であるというのが定説となっている。その後、陸奥国および出羽国の軍団兵士の兵力の増減と密接な相関関係を持ちながら増減を繰り返し、ピーク時である弘仁元年（810年）には3800名を数えたが、その後は次第に削減され、弘仁6年（815年）に全廃される。

## 多賀城時代
鎮守府相当の機関は、初め多賀城に置かれたと推測されている。
天平宝字3年（759年）には、将軍以下の俸料と付人の給付が、陸奥の国司と同じと決められた。この頃より、鎮守将軍はほぼ4年ごとに任命された。この時期の将軍は按察使（陸奥按察使）または陸奥守を兼任するのが通例で、中には3官を兼任する場合もあった。
征夷の際には、征夷大使（将軍）や征東大使（将軍）が任命され、征討軍が編成された。鎮守府は通常の守備と城柵の造営・維持など陸奥国内の軍政を主な任務としていたと言われる。

## 胆沢城時代
延暦21年（802年）、坂上田村麻呂によって胆沢城が造営されると、多賀城から鎮守府が移された。この移転頃から機構整備も積極的に進められ、たとえば弘仁3年（812年）には、鎮守府の定員が将軍1名、軍監（ぐんげん）1名、軍曹2名、医師・弩師（どし）各1名と定められた。 
承和元年（834年）には、元は陸奥国印を使っていたのが新たに鎮守府印を賜っている。このように、移転後の鎮守府は、多賀城にある陸奥国府と併存した形でいわば第2国府のような役割を担い、胆沢の地（現在の岩手県南部一帯）を治めていた。
このように、鎮守府の本来の性格は、正にこの平常時での統治であり、非常時の征討ではない。したがって、平安時代中期以後になると、鎮守府本来の役割は失われ、鎮守府将軍の位のみが武門の誉れとして授けられた。